# Truls Gisselman
Truls Gisselman (8 giugno 2001) è un fondista svedese.

## Biografia
Truls Gisselman, attivo dal giugno del 2015, ha esordito in Coppa del Mondo l'11 marzo 2022 a Falun in una sprint (17º) e ai Campionati mondiali a Trondheim 2025, dove ha vinto la medaglia di bronzo nella staffetta e si è classificato 23º nella 50 km; non ha preso parte a rassegne olimpiche.

## Palmarès

### Mondiali
- 1 medaglia:
  - 1 bronzo (staffetta a Trondheim 2025)

### Coppa del Mondo
- Miglior piazzamento in classifica generale: 44º nel 2025